# 薩伊伊波拉病毒
薩伊伊波拉病毒常简称埃博拉病毒(Ebola virus，EBOV），舊稱 EBOV-Z 或 ZEBOV，是絲狀病毒科伊波拉病毒屬的一種病毒，為該屬的六種病毒之一。
薩伊伊波拉病毒與蘇丹伊波拉病毒（SUDV）、本迪布焦伊波拉病毒（BDBV）和象牙海岸伊波拉病毒（TAFV）皆可導致伊波拉出血熱。歷史上多數伊波拉病毒疫情皆是此病毒株感染所致，例如2013年至2016年的西非伊波拉病毒疫情，共有28,646人感染，其中11,323人死亡。
薩伊伊波拉病毒得名自其發現地薩伊共和國伊波拉河（今剛果民主共和國），1976年8月該國北部亚布库（近伊波拉河）爆發疫情，致病病原最初被認為是馬爾堡病毒的新毒株，1998年被正式命名為薩伊伊波拉病毒，在文獻中常被簡稱為伊波拉病毒。此病毒的原型為Mayinga株（EBOV/May），得名自1976年疫情中逝世的護士Mayinga N'Seka。
薩伊伊波拉病毒的感染發生於剛果民主共和國、加彭與剛果共和國，具2或3組重疊基因（VP35/VP40、GP/VP30與VP24/L，其中後者視VP24使用的轉譯終止信號而定）。rVSV-ZEBOV疫苗可有效防制薩伊伊波拉病毒感染（但對蘇丹伊波拉病毒防治效果不明），於2019年12月獲美國食品藥物管理局批准。